# 四氰合钴(I)酸钾
四氰合钴(I)酸钾是一种无机化合物，化学式为K3[Co(CN)4]，其中钴的氧化数为+1。

## 制备
四氰合钴(I)酸钾可由金属钾在液氨中还原六氰合钴(III)酸钾得到。
K3[Co(CN)6] + 2 K → 2 KCN + K3[Co(CN)4]

## 化学性质
四氰合钴(I)酸钾对空气敏感，极易被氧化。